# 빌 키비

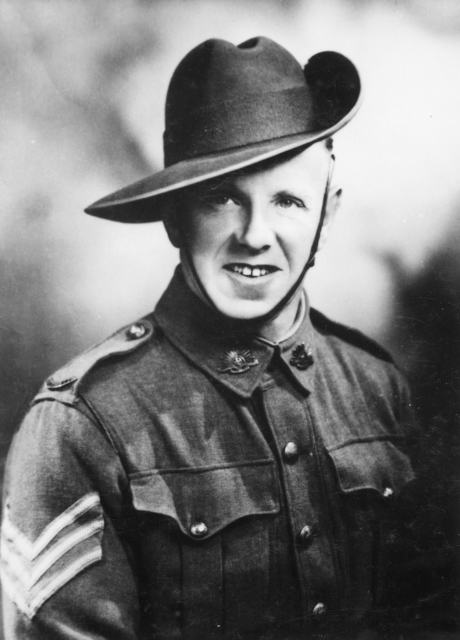

빌 헨리 키비(William Henry Kibby, 1903년 4월 15일 ~ 1942년 10월 31일)는 제2차 세계 대전 중 빅토리아 십자군의 영국 태생의 호주인이었다. 그는 당시 호주군의 일원에게 수여될 수 있는 적 앞에서 용맹함으로 가장 높은 상을 받았다. 키비는 1914년 초 부모와 함께 남호주로 이민을 가서 인테리어 장식가로 일했고 제2차 세계대전에 앞서 파트타임 민병대에서 복무했다. 1940년에는 자원봉사를 하는 제2호주제국군에 입대하여 제2/48보병대대에 입대하였다. 그의 부대는 중동으로 보내졌지만 곧 도착하자, 키비는 다리가 부러져 다음 해를 회복하며 보냈고, 그의 대대가 북아프리카 캠페인에 참여하는 동안 추가 훈련을 받았다. 그는 시리아 북부에서 토브룩 공성전에 관여한 후 수비 임무를 수행하던 중 부대에 합류했다. 그러나 1942년 6월에 그는 이집트로 보내졌고 북아프리카 캠페인에 다시 추천되었다. 키비는 7월에 엘 알라메인 제1차 전투에서 대대와 함께 있었다.